# Andreas Ludwig (Politiker)
Andreas Ludwig (* 3. Dezember 1961 in Idar-Oberstein) ist ein deutscher Politiker (CDU).
Nach  Abitur (1981) und Wehrdienst studierte Ludwig von 1982 bis 1989 Architektur in Kaiserslautern mit dem Abschluss Diplom-Ingenieur. Er absolvierte von 1990 bis 1992 sein Referendariat mit dem Abschluss als Bauassessor. Von 1992 bis 1995 wirkte er als technischer Leiter der Bauabteilung der Kreisverwaltung des Landkreises Südliche Weinstraße. Von 1995 bis 2003 war er Hauptamtlicher Beigeordneter (Baudezernent) der Stadt Bad Kreuznach. 2003 wurde er zum Oberbürgermeister der Stadt gewählt. Am 10. April 2011 verlor er in einer Stichwahl die Wiederwahl. Seine Nachfolgerin im Amt als Oberbürgermeister wurde Heike Kaster-Meurer (SPD).
Am 28. November 2012 wurde Ludwig vom Stadtrat zum Bürgermeister und Dezernenten für Bau und Umwelt der thüringischen Stadt Eisenach gewählt. Am 19. Januar 2015 wurde er zum hauptamtlichen Baudezernenten der Stadt Trier gewählt und trat dieses Amt am 1. Mai 2015 an. Er übte es aus bis zum 30. April 2023.
Ludwig ist außerdem Stellvertretender Verbandsvorsteher des Zweckverbandes Schienenpersonennahverkehr Rheinland-Pfalz Nord.